# Рубіжанський трубний завод
Рубіжанський трубний завод (РТЗ) — промислове підприємство в місті Рубіжне Луганської області України. Проєктні виробничі потужності 12 тис. т на рік.

## Історія
У січні 2004 року на базі колишнього Рубіжанського монтажно-заготівельного заводу почалося створення нового виробництва. Були повністю відремонтовані виробничі корпуси, адміністративна будівля, під'їзні шляхи для автомобільного та залізничного транспорту. Здійснено реконструкцію виробничих площ, перекладені інженерні комунікації, змонтовано нове обладнання, вивезені відходи колишнього виробництва. А наприкінці січня 2005 року роботи були завершені.
У 2006 році завод виробляв близько чверті поліетиленових труб в Україні.

## Продукція
Поліетиленові труби для холодного водопостачання, каналізації, вентиляції, діаметрами від 20 мм до 1200 мм, тиском до 16 атм з поліетилену марок ПЕ63, ПЕ80, ПЕ100 і поліетиленові труби для систем газопостачання, діаметрами від 20 мм до 400 мм, тиском до 10 атм з поліетилену ПЕ80, ПЕ100, а також двошарові гофровані труби «Корсис» діаметром до 500 мм.

## Сертифікація якості
Продукція заводу має сертифікати якості Білорусі, Молдови, Росії, України.